# Lee Uh-hyeong
Lee Uh-hyeong (* 2. Februar 1966) ist ein ehemaliger südkoreanischer Fußballspieler und heutiger -trainer. Er spielte während seiner aktiven Spielerlaufbahn ausschließlich für Kookmin Bank FC. Aktuell steht er als Trainer beim FC Anyang unter Vertrag.

## Karriere als Spieler

### Ausbildung
Seine Ausbildung zum Fußballspieler fing er 1981 an der Kyunghee High School an, welche er bis 1984 besuchte. Von 1985 bis 1988 besuchte er anschließend die Dong-A University. Nach Ausbildungsende wechselte er zu Kookmin Bank FC in die Korea Semi-Professional Football League, der damaligen Halbprofi-Fußballliga.

### Spielerkarriere
Nach Abschluss seiner Ausbildung wechselte er zu Kookmin Bank FC. Dort konnte er schon recht früh erste Erfolge verzeichnen. Uh-hyeong konnte schon 1990 mit seinem Team die Korean President’s Cup National Football Tournament, den Vorgänger-Wettbewerb des Korean FA Cups, gewinnen. 1991 erreichte er erneut mit seinem Team das Finale, scheiterte diesmal aber knapp mit 2:3 an der Yeungnam University. Im Ligawettbewerb errang er den 2. Platz und wurde mit seinem Team Vizemeister. Auch im Ligapokal erreichte er mit seiner Mannschaft das Finale, scheiterte aber dort an Seoul Trust Bank FC. Zwei Jahre darauf und 1996 erneut, gewann er den Ligapokal. Auch 1995 konnte er erneut den damaligen Nationalen Vereinspokal gewinnen. Ende 1997 beendete er anschließend seine Laufbahn als aktiver Spieler.

## Karriere als Trainer

### Kookmin Bank FC-Zeit (2000–2012)
Im Jahr 2000 kehrte er als Co-Trainer zu seinem ehemaligen Verein zurück. Bis 2003 hatte er diesen Posten inne. In dieser Zeit, gewann der Verein die Ligameisterschaft 2001. In der Saison 2003, konnte er sogar die neugegründete Halbprofiliga gewinnen. 2004 übernahm er den Posten als Trainer. In seiner Zeit als Trainer, gewann der Verein 2004 und 2006 erneut die Ligameisterschaft. 2009 konnte er zudem den Korea-National-League-Pokal gewinnen. Ende 2012 löste sich der Verein auf.

### FC Anyang-Zeit (2013–2015)
Uh-hyeong wechselte nach der Vereinsauflösung zum neugegründeten Zweitligisten, FC Anyang. Beim FC Anyang, konnte Uh-hyeong allerdings keine Erfolge feiern. In seiner ersten Profispielzeit, belegte der FC Anyang einen 5. Tabellenplatz. Im Pokal lief es nicht besser. In ihrer ersten Hauptrunde, traf man auf den Viertligisten Cheongju Jikji FC, welche man erst im Elfmeterschießen mit 5:4 schlagen konnte. In der darauffolgenden Pokalrunde traf man auf die Suwon Samsung Bluewings. Dieses Pokalspiel wurde zum ersten Original-Clasico. Vor circa 11.000 Zuschauern führte die Mannschaft mit 1:0, aber Drei Minuten vor Abpfiff, glichen die Bluewings aus. Das Pokalspiel ging in der Verlängerung verloren. In der darauffolgenden Spielzeit, erreichte der Verein erneut nur den 5. Tabellenplatz. Im Pokal konnte sein Team die Sungkyunkwan-Universität mit 2:0 schlagen, verlor aber ihr 2. Pokalspiel gegen die Pohang Steelers im Elfmeterschießen mit 4:5. Seine letzte Anyang-Saison verlief sportlich sehr schlecht. Nach einer langen Niederlagen-Serie, wurde Uh-Hyeong im Juni 2015 entlassen.

### Shenyang Dongjin FC-Zeit (2016)
2016 gab der damalige Chinesische Drittligist Shenyang Dongjin FC, bekannt ihn als neuen Trainer verpflichtet zu haben. Für ihn und den Verein verlief die Saison allerdings sehr schlecht. Der Verein befand sich ausschließlich im Abstiegskampf wieder. Am Ende der Saison wurde der Verein Vorletzter. Da aber mit Tianjin Locomotive FC einem Verein aus der Liga die Lizenz entzogen wurde, stieg seine Mannschaft nicht ab. Der Verein beurlaubte dennoch Uh-hyeong am 4. Dezember 2016.

## Erfolge

### Als Spieler
- 2× Ligapokal-Sieger: 1993 & 1996
- 2× Nationaler Vereinspokal-Gewinner: 1990 & 1995

### Als Trainer
- 1× Korea-Semi-Professional-Football-League-Gewinner: 2001
- 3× KNL-Liga-Gewinner: 2003, 2004 & 2006
- 1× Korea-National-League-Pokal-Gewinner: 2009